# Schöngeising
Schöngeising là một đô thị thuộc huyện Fürstenfeldbruck trong bang Bayern nước Đức. Đô thị Schöngeising có diện tích 12,86 km², dân số thời điểm 31 tháng 12 năm 2006 là 1893 người.